# Quevillon
Quevillon é uma comuna francesa na região administrativa da Normandia, no departamento de Sena Marítimo. Estende-se por uma área de 11,13 km². Em 2010 a comuna tinha 608 habitantes (densidade: 54,6 hab./km²).